# 12 г. пр.н.е.
12 (дванадесетата) година преди новата ера (пр.н.е.) е обикновена година, започваща в събота, неделя или понеделник, или високосна година, започваща в неделя по юлианския календар.

## Събития

### В Римската империя
- Консули на Римската империя са Марк Валерий Месала Барбат Апиан и Публий Сулпиций Квириний.
- 6 март – император Август е избран за понтифекс максимус (върховен жрец).[1][2]
- Появата на Халеевата комета над Рим се приема като предвещаваща смъртта на Агрипа.[3]
- Тиберий замества Агрипа като римски командващ в Панонската война.[4]
- Пирамидата на Цестий е завършена в Рим.[notes 1][5]

#### В Комагена
- Антиох III наследява баща си като цар.[6]

### В Азия
- Китайски астрономи наблюдават Халеевата комета и проследяват нейното движението по небосвода от появата на 26 август до изчезването на 25 октомври.[7]

## Родени
- Агрипа Постум, син на Агрипа и Юлия Старата, внук на Август (умрял 14 г.)
- Гай Умидий Дурмий Квадрат,[notes 2][8] римски сенатор (умрял ок. 60 г.)

## Починали
- Марк Випсаний Агрипа, виден римски държавник и военачалник (роден 63 г. пр.н.е.)
- Митридат III, цар на Комагена